# Neorepukia hama
Neorepukia hama là một loài nhện trong họ Agelenidae.
Loài này thuộc chi Neorepukia. Neorepukia hama được miêu tả năm 1973 bởi Raymond Robert Forster & Wilton.